# Санскритська література
Найпершими пам'ятками індійська літератури на санскриті є Веди, услід за якими були записані давньоіндійські епоси «Махабхарата» і «Рамаяна». Золота доба класичної санскритської літератури припала на III—VIII століття  — період, до якого прийнято відносити більшість Пуран. Останній сплеск літературної творчості припав на XI століття, після чого настав період занепаду санскритської літератури. В наш час[коли?] в Індії здійснюються спроби «санскритського відродження».
Унаслідок широкого використання санскриту в релігійній літературі, особливо в індуїстській, а також завдяки тому, що сучасні індійські мови походять від санскриту або випробували на собі його сильний вплив, санскрит і санскритська література мають величезне значення в індійській культурі. Вплив санскриту в Індії можна порівняти з впливом грецької та латинської мови в європейській культурі.